# Championnat de France de rallycross 2023
Navigation
2022 2024
Le championnat de France de rallycross 2023 est la 45e édition du championnat de France de rallycross. Le calendrier de la saison est dévoilé le 15 novembre 2022 par la Fédération française du sport automobile qui annonce huit courses, les mêmes que l'année précédente et dans le même ordre. Au total, 157 pilotes sont engagés pour l'année, dont 44 en catégorie Supercar, 44 en Super 1600, 43 en Division 3, et 25 en Division 4.
À l'issue de la saison, Davy Jeanney (Hyundai i20 II WRX) remporte son deuxième titre en Supercar avec 243 points, devançant Samuel Peu, derrière avec 207 points et Anthony Pelfrène, troisième avec 198 points. En Super 1600, Julien Meunier est sacré champion avec 246 points sur une Škoda Fabia III, devant Anthony Paillardon (220 points) et Nicolas Eouzan (179 points). Nicolas Beauclé gagne la Division 3 avec 267 points sur une Mercedes-Benz Classe A (Type 176), devant Christophe Saunois (202 points) et Paul Cocaign (193 points). En Division 4, Tom Daunat (Peugeot 206) remporte la catégorie avec 231 points, devançant Tony Bardeau (227 points) et Anthony Mauduit (126 points).

## Évolution des règlements

### Règlement technique

#### Pneumatiques
En début d'année 2023, le fournisseur officiel de la compétition, Cooper Tire & Rubber Company, rencontre des problèmes d'approvisionnement sur les pneus terre de diamètre 16 et 17 pouces. Alors que l'information commence à être diffusée, beaucoup de concurrents rencontrent des difficultés à modifier leurs véhicules pour accepter des montures 15 pouces. En conséquence, l'article 4.2.1 du règlement du Rallycross France, relatif au choix des pneumatiques, doit être modifié. Cette loi impose, jusqu'en 2022, de disposer de pneus moulés, de pneus pluie, et pneus terre pour les catégories Supercar et Super 1600. Le 6 février 2023, l'Association française des organisateurs de rallycross (AFOR) annonce la modification de cet article, qui n'impose donc plus les pneus terre. Cependant, pour les autres catégories (Division 3 et Division 4), cette annulation ne s'applique pas, et le règlement sur les pneumatiques continue à fonctionner selon les règles précédentes.

### Règlement sportif

#### Séance d'essai du dimanche matin
À partir de la saison 2023, la séance d'essai du dimanche matin est annulée pour toutes les épreuves. Cette décision vise principalement à assurer un déroulement équitable de la troisième manche de qualifications le dimanche matin. En plus, elle a pour objectif de garantir un planning permettant le déroulement de l'intégralité des dernières manches le dimanche matin, tout en garantissant la tenue des demi-finales et des finales le dimanche après-midi. L'objectif est de rationaliser le timing de la compétition et d'assurer une meilleure équité entre les participants, tout en offrant un déroulement fluide et cohérent pour les différentes courses de la journée. Cette évolution du règlement, prise par l'Association française des organisateurs de rallycross (AFOR), est publiquement officialisée le 9 mars 2022.

## Pilotes et voitures

### Supercar
Pour la saison 2023, 44 pilotes sont engagés en catégorie Supercar :
| Numéro | Pilote                | Voiture               | Écurie                      |
| ------ | --------------------- | --------------------- | --------------------------- |
| 1      | Samuel Peu            | Peugeot 208 I WRX     | Team Samuel Peu Competition |
| 4      | David Vincent         | Peugeot 208 I WRX     |                             |
| 6      | Emmanuel Anne         | Peugeot 208 I WRX     |                             |
| 8      | Anthony Pelfrène      | Peugeot 208 I WRX     | DA Racing                   |
| 9      | Dylan Dufas           | Peugeot 208 I WRX     | Team Dufas                  |
| 9      | Sébastien Loeb        | Peugeot 208 I WRX     | Team PGRX                   |
| 11     | Emmanuel Moinel       | Peugeot 208 I WRX     |                             |
| 12     | Jean-Michel Mure      | Renault Clio III      |                             |
| 13     | Andreas Bakkerud      | Audi S1               |                             |
| 14     | Mats Öhman            | Audi S1               |                             |
| 16     | Julien Fébreau        | Peugeot 208 I WRX     | DA Racing                   |
| 17     | Davy Jeanney          | Hyundai i20 II WRX    | Team PGRX                   |
| 18     | Stéphane De Ganay     | Citroën DS3 WRX       |                             |
| 19     | Pascal Lambec         | Peugeot 208 I WRX     |                             |
| 20     | Mattéo Hamon          | Peugeot 208 I WRX     |                             |
| 21     | Damien Meunier        | Volkswagen Polo V     | KMS by Meunier Competition  |
| 22     | Jonathan Pailler      | Peugeot 208 I WRX     | Team Pailler Compétition    |
| 23     | Alexandre Janot       | Peugeot 208 I WRX     |                             |
| 27     | Arthur Le Boudouil    | Renault Clio V RX     | Activ Energie               |
| 28     | Fabien Chanoine       | Renault Clio IV RS RX | SRD Racing                  |
| 29     | Fabien Pailler        | Peugeot 208 I WRX     | Team Pailler Compétition    |
| 30     | Jack Brinet           | Volkswagen Polo V     |                             |
| 31     | Dom Flitney           | Volvo C30             |                             |
| 34     | Tristan Ovenden       | Citroën DS3 WRX       |                             |
| 35     | Benoit Fretin         | Citroën DS3 WRX       |                             |
| 36     | Ollie O'Donovan       | Ford Fiesta WRX       |                             |
| 37     | Jimmy Terpereau       | Citroën DS3 WRX       | Écurie Bretagne             |
| 38     | Mickael Sellar        | Citroën DS3 WRX       |                             |
| 40     | Jack Thorne           | Peugeot 208 I WRX     |                             |
| 43     | Laurent Terroitin     | Citroën DS3 WRX       |                             |
| 44     | Erwan Chapalin        | Peugeot 208 I WRX     |                             |
| 47     | Patrick O'Donovan     | Ford Fiesta WRX       | Team RX Racing              |
| 51     | Yannick Couillet      | Peugeot 207 RX        |                             |
| 63     | Philippe Maloigne     | Renault Clio IV RS RX |                             |
| 71     | Rodolphe Audran       | Peugeot 208 I WRX     |                             |
| 80     | Olivier Spampinato    | Renault Clio IV RS RX |                             |
| 83     | Patrick Guillerme     | Hyundai i20 II        | Team PGRX                   |
| 84     | Hervé Lemonnier       | Citroën DS3 WRX       |                             |
| 85     | Philippe Bourd        | Renault Clio V RX     |                             |
| 87     | Jean-Baptiste Dubourg | Peugeot 208 I WRX     |                             |
| 90     | Yuri Belevskiy        | Audi A1 I             |                             |
| 91     | Enzo Ide              | Audi S1               |                             |
| 92     | Andréa Dubourg        | Citroën DS3 WRX       |                             |
| 95     | Laurent Bouliou       | Peugeot 208 I WRX     |                             |

### Super 1600
| Numéro | Pilote               | Voiture                     | Écurie                      |
| ------ | -------------------- | --------------------------- | --------------------------- |
| 101    | Anthony Paillardon   | Audi A1 I                   |                             |
| 105    | David Moulin         | Dacia Sandero I S1600       | Team Moulin                 |
| 111    | Boiserie             | Renault Clio IV             |                             |
| 112    | Romain Massé         | Renault Clio V              | Eleven Motorsport           |
| 114    | Anthony Lalevée      | Renault Twingo II (phase 2) | KMS by Meunier Competition  |
| 115    | Julien Meunier       | Škoda Fabia III             | KMS by Meunier Competition  |
| 116    | Lizio Le Lay         | Peugeot 108                 | Team Le Lay Sport et Nature |
| 117    | Jules Maizel         | Ford Fiesta VII             | Jules Maizel Compétition    |
| 118    | Kilian Belhaire      | Peugeot 208 I               | RX Évolution                |
| 119    | Gautier Le Corre     | Peugeot 108                 |                             |
| 120    | Xavier Briffaud      | Peugeot 108                 | Team Briffaud               |
| 121    | Renaud Ribeiro       | Peugeot 108                 |                             |
| 122    | Nicolas Eouzan       | Renault Twingo II S1600     |                             |
| 123    | Nicolas Ruelland     | Citroën C2 S1600            | Ravaje Compétition          |
| 124    | Jean-François Blaise | Ford Fiesta VII             |                             |
| 126    | Mathieu Le Hen       | Citroën DS3 I               |                             |
| 127    | Fabien Drouet        | Peugeot 108                 |                             |
| 128    | Romain Guegan        | Citroën C2 S1600            |                             |
| 129    | Jérôme Coeuret       | Citroën DS3 I               |                             |
| 131    | Clément Jagu         | Škoda Fabia II S1600        |                             |
| 135    | Tom Le Jossec        | Renault Clio V              |                             |
| 136    | Anthony Jan          | Renault Clio IV             |                             |
| 137    | Jimmy Terpereau      | Škoda Fabia II S1600        |                             |
| 139    | Aurélien Garry       | Renault Clio V              |                             |
| 147    | Alexandre Lefeuvre   | Škoda Fabia II S1600        |                             |
| 153    | Nicolas Bertho       | Citroën C2 S1600            |                             |
| 155    | Cédric Torres        | Citroën C2 S1600            |                             |
| 156    | Maximilien Eveno     | Peugeot 108                 |                             |
| 159    | Charly Garnier       | Peugeot 208 I               |                             |
| 166    | Jérémy Lambec        | Audi A1 I                   |                             |
| 172    | Julien Hardonnière   | Suzuki Swift II             |                             |
| 173    | Rudolphe Schafer     | Peugeot 208 I               |                             |
| 179    | Romain Barré         | Peugeot 208 II              |                             |
| 177    | Emmanuel Guillermo   | Peugeot 108                 |                             |
| 180    | Gabriel Prigent      | Škoda Fabia II S1600        |                             |
| 183    | Guillaume Leduc      | Peugeot 108                 |                             |
| 185    | David Charrieras     | Citroën C2 S1600            |                             |
| 188    | Charlie Freard       | Citroën C2 S1600            |                             |
| 189    | Aurélien Rousseau    | Peugeot 108                 |                             |
| 190    | Nils Volland         | Audi A1 I                   |                             |
| 192    | Stéphane Champain    | Citroën C2 S1600            |                             |
| 195    | Freddy Remaud        | Ford Fiesta VI              |                             |
| 198    | Farine de Blé        | Renault Clio IV             |                             |
| 199    | Romain Mahe          | Peugeot 108                 |                             |

### Division 3
| Numéro | Pilote               | Voiture                           | Écurie                           |
| ------ | -------------------- | --------------------------------- | -------------------------------- |
| 303    | Cyril Coué           | Volkswagen Polo V                 | Team Coué Compétition            |
| 305    | Nicolas Bezard       | Peugeot 208 I                     | RX Évolution                     |
| 306    | Grégory Le Guernevé  | Mini Cooper III                   |                                  |
| 314    | Jean-Yves Ollivier   | Porsche 911 (991) GT2 RS          |                                  |
| 315    | Marc Morize          | Porsche 911 (991) GT2 RS          |                                  |
| 317    | Gaëtan Dando         | Citroën DS3                       | Avenir Motorsport                |
| 319    | Alain Heu            | Ford Fiesta VII                   | Eleven Motorsport                |
| 320    | Pascal Lecamus       | Citroën DS3                       |                                  |
| 321    | Roger Février        | Citroën C3 I                      |                                  |
| 322    | Thierry Danveau      | Nissan Micra K14                  |                                  |
| 323    | Christophe Saunois   | Audi A1 I                         | Gaëtan Sérazin Compétition       |
| 324    | Guillaume Sarrazin   | Volkswagen Polo V                 | Sarrazin Motorsport              |
| 326    | Benoit Morel         | Ford Fiesta VII                   |                                  |
| 327    | Xavier Briffaud      | Renault Mégane III                | Team Briffaud                    |
| 328    | Geoffrey Audran      | Ford Fiesta VII                   | Comeback Racing                  |
| 329    | Nicolas Gouriou      | Volkswagen Polo V                 |                                  |
| 330    | Jean-Baptiste Vallée | Citroën C3 III                    | Jean-Baptiste Vallée Compétition |
| 333    | Geoffrey Blanchard   | Peugeot 207                       |                                  |
| 334    | Louis Anodeau        | Peugeot 208 I                     | Anodeau Rallycross Team          |
| 335    | Thomas Fretin        | Citroën DS3                       |                                  |
| 341    | Gilles Lambert       | Toyota Auris I                    | Lambert Racing                   |
| 342    | Franck Pelhatre      | Renault Mégane II                 |                                  |
| 347    | Denis Rozier         | Citroën DS3                       |                                  |
| 349    | Yannick Enfrin       | Suzuki Swift II                   | Team EG Sport                    |
| 353    | Kévin Jacquinet      | Volkswagen Scirocco III           | MDA Compétition                  |
| 356    | Sébastien Le Ferrand | Peugeot 207                       | Le Ferrand Compétition           |
| 363    | Nicolas Beauclé      | Mercedes-Benz Classe A (Type 176) |                                  |
| 367    | Olivier Yvoir        | Peugeot 208 II                    |                                  |
| 369    | Mathieu Fretin       | Volkswagen Polo V                 |                                  |
| 371    | David Durand         | Škoda Fabia II                    | MDA Compétition                  |
| 375    | Emmanuel Bequet      | Renault Clio IV                   |                                  |
| 377    | Morgan Gourdan       | Peugeot 208 I                     |                                  |
| 378    | Nicolas Flon         | Volkswagen Polo V                 |                                  |
| 379    | Éthan Gouriou        | Volkswagen Polo V                 |                                  |
| 382    | Matthieu Trevian     | Volkswagen Scirocco III           | Trévian Auto Sport               |
| 383    | Laurent Jacquinet    | Ford Fiesta VI (phase 2)          | MDA Compétition                  |
| 385    | Thierry Roudaut      | Renault Mégane III RS             | Roudaut Compétition              |
| 388    | Anthony Lanoé        | Volkswagen Polo V                 | Team 88                          |
| 389    | Tony Lhomond         | Ford Fiesta VI (phase 2)          |                                  |
| 393    | Emmanuel Danveau     | Volkswagen Polo V                 | MD Compétition                   |
| 395    | Laurent Le Manac'h   | Volkswagen Polo V                 |                                  |
| 396    | Laurent Lourdeaux    | Peugeot 208 I                     |                                  |
| 399    | Paul Cocaign         | Renault Clio III                  | Paul Cocaign Racing              |

### Division 4
| Numéro | Pilote                   | Voiture                     | Écurie                             |
| ------ | ------------------------ | --------------------------- | ---------------------------------- |
| 403    | Jean-Mickaël Guerin      | Peugeot 206+                | Team Guerin Competition            |
| 406    | Christophe Barbier       | Citroën DS3                 | Barbier Compétition                |
| 408    | Xavier Allereau          | Peugeot 208 I               | Avenir Motorsport                  |
| 410    | Tom Daunat               | Peugeot 206+                | Daunat Classique                   |
| 411    | Antoni Masset            | Renault Clio IV             | Antoni Masset Sport                |
| 416    | Christophe Rio           | Renault Clio IV             | Team Chris'Car                     |
| 417    | Samuel Sevin             | Peugeot 208 I               | Samuel Sevin                       |
| 419    | Brandon Gauthier         | Renault Clio IV             | R4G Compétition                    |
| 422    | Yann Le Lay              | Peugeot 207                 | Team Le Lay Rallycross             |
| 423    | Corentin Janot           | Peugeot 208 I               | Gaëtan Sérazin Compétition         |
| 428    | Steven Drouyer           | Renault Twingo II (phase 2) | HD Compétition                     |
| 435    | Josselin Laurance        | Audi A1 I                   | Team Laurance                      |
| 438    | Arthur Barbault-Forget   | Peugeot 208 I               | Arthur Barbault-Forget Compétition |
| 440    | Jessica Tarrière-Anne    | Renault Clio III            | Jess Manu RX                       |
| 441    | Fabrice Lefèvre          | Renault Clio III            | Fabrice Lefèvre                    |
| 444    | Quentin Le Bail          | Renault Clio IV             | La 4e vitesse                      |
| 453    | Simon Ringuet            | Peugeot 207                 | MDA Compétition                    |
| 456    | Yoann Cherel             | Peugeot 206                 | Ravaje Compétition                 |
| 461    | Maxime Morin             | Peugeot 208 I               | Max Morin                          |
| 472    | Frédéric Moreau          | Peugeot 308 II              | Frédéric Moreau                    |
| 485    | Jean-Philippe Roussillon | Citroën C3 III              | Team FSR                           |
| 488    | Yoann Tirel              | Peugeot 207                 | Team Tirel Compétition             |
| 490    | Thierry Hautbois         | Citroën C4 I                | HD Compétition                     |
| 493    | Tony Bardeau             | Honda Civic 7 Type R        | Tony Bardeau Racing                |
| 499    | Anthony Mauduit          | Renault Clio III            | Anthony Mauduit                    |

## Épreuves de la saison 2023
| \| Dreux Lohéac Mayenne Kerlabo Lessay Pont-de-Ruan Châteauroux Faleyras \| Localisation des épreuves du championnat 2023. |
| Dreux Lohéac Mayenne Kerlabo Lessay Pont-de-Ruan Châteauroux Faleyras                                                      |

À l'issue de la réunion du comité directeur tenue le 15 novembre 2022, la Fédération française du sport automobile (FFSA) communique les différents calendriers des championnats pour 2023, dont celui du championnat de France de rallycross. Au total, huit courses sont prévues pour la saison 2023, les mêmes que l'année passée, et dans le même ordre.
| Manche | Date                    | Épreuve                 |
| ------ | ----------------------- | ----------------------- |
| #001   | 29 et 30 avril 2023     | Épreuve de Lessay       |
| #002   | 27 et 28 mai 2023       | Épreuve de Faleyras     |
| #003   | 24 et 25 juin 2023      | Épreuve de Châteauroux  |
| #004   | 8 et 9 juillet 2023     | Épreuve de Pont-de-Ruan |
| #005   | 29 et 30 juillet 2023   | Épreuve de Kerlabo      |
| #006   | 2 et 3 septembre 2023   | Épreuve de Lohéac       |
| #007   | 16 et 17 septembre 2023 | Épreuve de Mayenne      |
| #008   | 14 et 15 octobre 2023   | Épreuve de Dreux        |

## Déroulement de la saison et faits marquants du championnat

### Épreuve de rallycross de Lessay
Pour la troisième fois de son histoire, le championnat de France de rallycross s'ouvre lors de la manche de Lessay, dans la Manche. En Supercar, Davy Jeanney domine largement tout le long du week-end, et remporte la finale devant Anthony Pelfrène et Samuel Peu.
En Super 1600, le week-end débute mal pour Jimmy Terpereau, classé seulement quatorzième après les qualifications, alors que Anthony Paillardon et Julien Meunier sont en tête du classement. Jimmy Terpereau parvient à se qualifier en finale avec une quatrième place en demi-finale B, puis remporte la finale devant le Tom Le Jossec et Anthony Paillardon. Après la course, il déclare : « Ça fait plus de 15 ans que je roule, et celle-ci est ma plus belle victoire ».
En catégorie Division 4, Tom Daunat domine la compétition en qualification, et remporte la finale devant Tony Bardeau et Anthony Mauduit.

### Épreuve de rallycross de Dreux
Pour la treizième fois depuis la création du championnat, la compétition se clôture par l'épreuve de Dreux, en Eure-et-Loir. Bien que les champions des différentes catégories soient déjà définis, la manche accueille plus de 18 000 spectateurs.

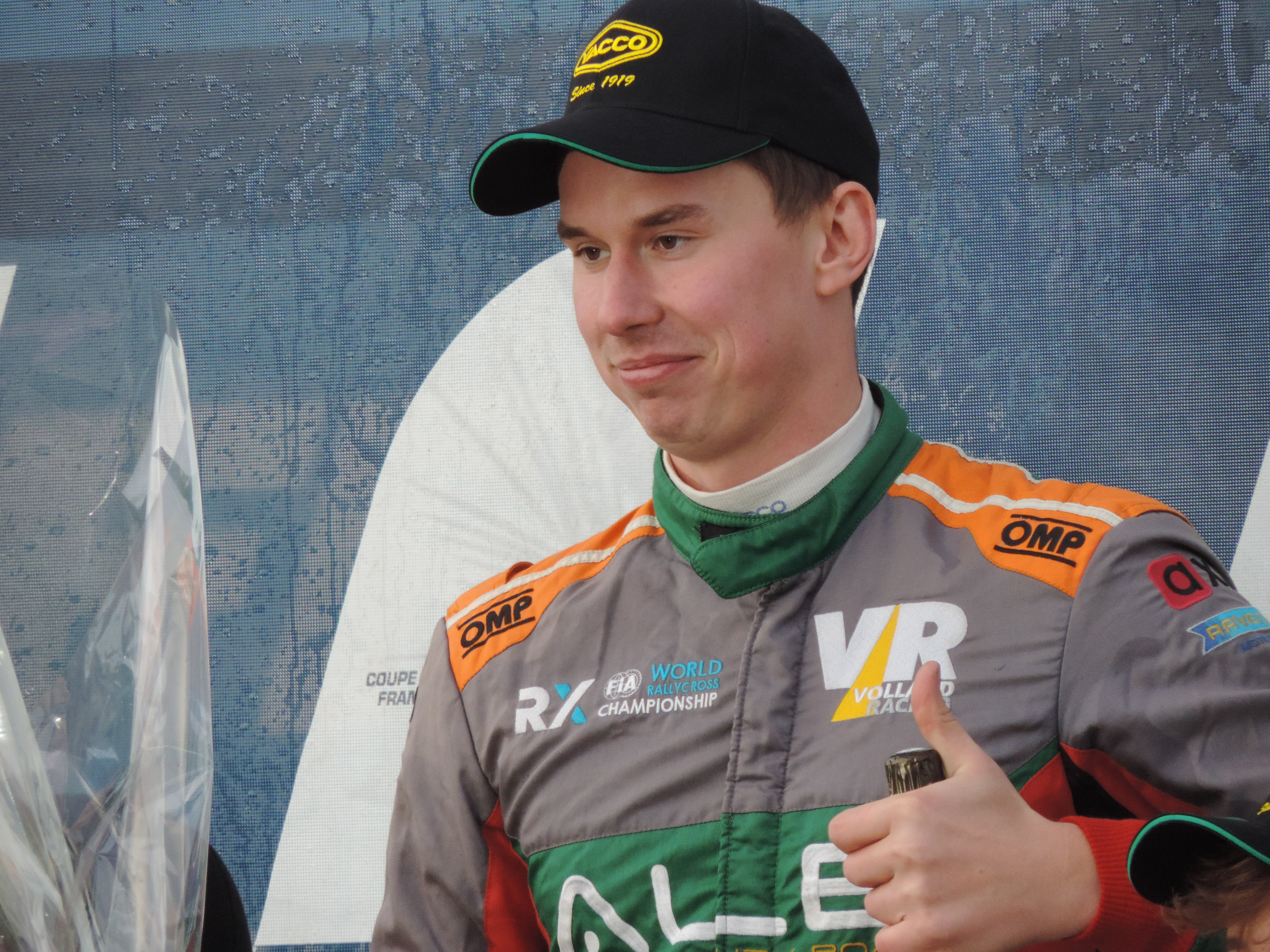
Yuri Belevskiy sur le podium, après sa victoire à Dreux.

Jimmy Terpereau, quitte exceptionnellement la catégorie Super 1600 lors de l'épreuve de Dreux pour courir en Supercar, au volant d'une Citroën DS3 prêtée par Hervé « Knapick » Lemonnier, mais ne parvient pas à se qualifier pour les demi-finales, étant classé à la dix-neuvième place. Davy Jeanney, déjà sacré champion de France, est deuxième à l'issue des qualifications. Devant lui, le pilote suisse d'origine russe, Yuri Belevski, participe à son unique manche du championnat au volant d'une Audi A1 I. En demi-finale B, Davy Jeanney est victime d'une crevaison au début du deuxième tour, alors classé en première place, et termine en dernière position. Yuri Belevskiy gagne ensuite sa demi-finale, puis remporte largement la finale de l'épreuve devant Julien Fébreau et Patrick O'Donovan, qui participent eux aussi à leur unique manche du championnat. À l'issue de l'épreuve, le classement général des premières places du championnat de bouge pas.

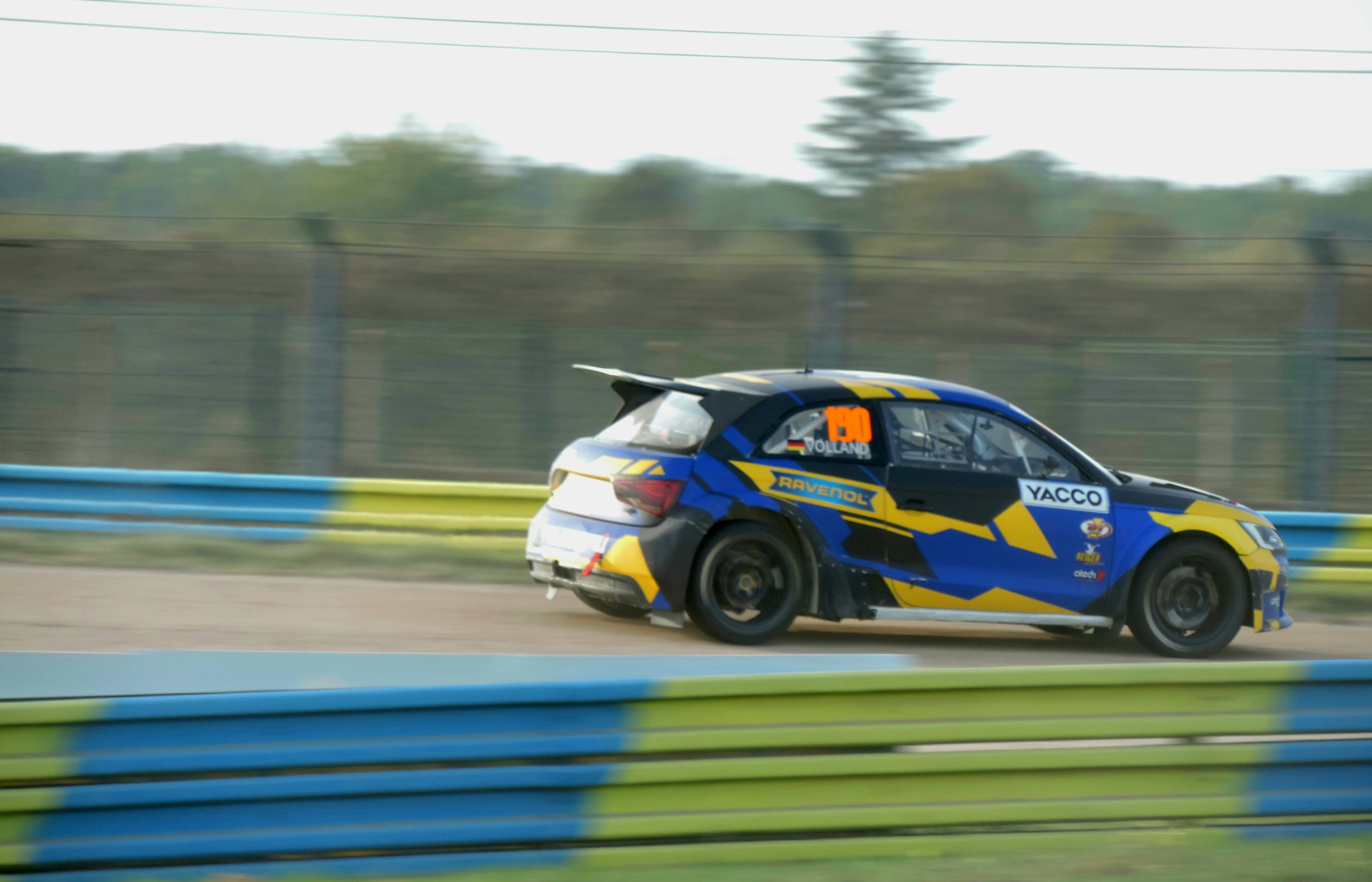
Nils Volland sur son Audi A1 I, en sortie du virage n°6, lors de la finale.

En Super 1600, le pilote allemand Nils Volland participe à sa seule épreuve de la saison, et se classe deuxième après les quatre séances qualifications, derrière le champion Julien Meunier. Alors que Nils Volland confirme en remportant la demi-finale B devant Tom Le Jossec ; Julien Meunier termine troisième de la demi-finale A. Lors de la finale, Nils Volland prend immédiatement la tête de la course, et conserve sa place jusqu'au drapeau à damier, suivit de Tom Le Jossec puis de Julien Meunier.
Vainqueur à Mayenne et premier de la Division 3, Nicolas Beauclé doit obtenir seulement un point lors de l'épreuve de Dreux pour être une nouvelle fois titré champion mathématiquement. Il se classe premier à l'issue des qualifications, puis remporte sa demi-finale et la finale, devant Emmanuel Danveau et David Durand. Nicolas Beauclé est donc sacré champion avec 267 points, soit 65 points de plus que le deuxième Christophe Saunois, lui-même suivi de Paul Cocaign, avec 193 points. Il déclare : « Une année incroyable. On a eu un milieu de saison compliqué [...] on arrive chez nous, on est à Dreux, on remporte les manches, la demi-finale et la finale ».

## Classements saison 2023

### Supercar
| Pos. | Pilote                | Voiture               | LES  | FAL   | CHÂ   | PON   | KER | LOH  | MAY   | DRE   | Points |
| ---- | --------------------- | --------------------- | ---- | ----- | ----- | ----- | --- | ---- | ----- | ----- | ------ |
| 1    | Davy Jeanney          | Hyundai i20 II WRX    | 41   | 21    | 40    | 16    | 38  | 37   | 34    | 16    | 243    |
| 2    | Samuel Peu            | Peugeot 208 I WRX     | 32   | 19    | 22    | 5     | 38  | 29   | 38    | 24    | 207    |
| 3    | Anthony Pelfrène      | Peugeot 208 I WRX     | 35   | 26    | 30    | 15    | 18  | 24   | 23    | 27    | 198    |
| 4    | Jonathan Pailler      | Peugeot 208 I WRX     | 15   | 22    | 28    | 17    | 27  | 22   | 28    | 22    | 177    |
| 5    | Damien Meunier        | Volkswagen Polo V     | 15   | 18    | 16    | 9     | 20  | 7    | 23    | 24    | 132    |
| 6    | Erwan Chapalin        | Peugeot 208 I WRX     | 20   | 10    | 9     | 12    | 9   | 21   | 4     | 12    | 97     |
| 7    | David Vincent         | Peugeot 208 I WRX     | Abd. | 15    | 20    | 8     | 14  | 20   | 11    |       | 88     |
| 8    | Alexandre Janot       | Peugeot 208 I WRX     | 5    | 14    | 9     | 11    | 15  | 11   | 6     | 8     | 79     |
| 9    | Emmanuel Anne         | Peugeot 208 I WRX     | 24   | 11    | 5     | 4     | 9   | 0    | 16    | 9     | 78     |
| 10   | Fabien Pailler        | Peugeot 208 I WRX     |      |       |       |       | 30  | 10   | 33    |       | 73     |
| 11   | Laurent Bouliou       | Peugeot 208 I WRX     | 12   | Forf. | 18    |       | 22  | 8    | 11    | Forf. | 71     |
| 12   | Patrick Guillerme     | Hyundai i20 II WRX    | 21   | 4     | 9     | 14    | 6   | 10   | 4     | 0     | 68     |
| 13   | Julien Fébreau        | Peugeot 208 I WRX     |      |       | 38    |       |     |      |       | 27    | 65     |
| 14   | Yuri Belevskiy        | Audi A1 I             |      |       |       |       |     |      |       | 41    | 41     |
| 15   | Sébastien Loeb        | Peugeot 208 I WRX     |      |       |       |       |     | 41   |       |       | 41     |
| 16   | Emmanuel Moinel       | Peugeot 208 I WRX     | 10   | 4     | Forf. | 10    | 3   | 0    | 12    | 0     | 39     |
| 17   | Dylan Dufas           | Peugeot 208 I WRX     |      |       | 19    |       |     |      |       | 18    | 37     |
| 18   | Patrick O'Donovan     | Ford Fiesta WRX       |      |       |       |       |     |      |       | 28    | 28     |
| 19   | Philippe Maloigne     | Renault Clio IV RS RX |      |       |       |       |     | 11   | 11    | 5     | 27     |
| 20   | Jean-Baptiste Dubourg | Peugeot 208 I WRX     |      | 23    |       |       |     |      |       |       | 23     |
| 21   | Stéphane De Ganay     | Citroën DS3 WRX       | 6    |       | 6     |       |     | 4    |       | 6     | 22     |
| 22   | Pascal Lambec         | Peugeot 208 I WRX     | 9    | 5     | 0     | 7     | 0   | 0    | 0     | 0     | 21     |
| 23   | Yannick Couillet      | Peugeot 207 RX        | 0    | 11    | 0     | 6     | 3   | 0    |       |       | 20     |
| 24   | Jack Brinet           | Volkswagen Polo V     | 5    | 5     | 2     | Forf. |     | Abd. | 7     | 0     | 19     |
| 25   | Laurent Terroitin     | Citroën DS3 WRX       |      | Forf. | Forf. | Forf. | 6   | 0    | 12    | 0     | 18     |
| 26   | Olivier Spampinato    | Renault Clio IV RS RX |      |       |       |       | 17  | 0    |       |       | 17     |
| 27   | Rodolphe Audran       | Peugeot 208 I WRX     | 16   |       |       |       | 0   | 0    |       |       | 16     |
| 28   | Andreas Bakkerud      | Audi S1               |      |       |       |       |     | 14   |       |       | 14     |
| 29   | Philippe Bourd        | Renault Clio V RX     | 6    | 5     | Forf. |       | 0   |      | Forf. |       | 11     |
| 30   | Jack Thorne           | Peugeot 208 I WRX     |      |       |       |       |     |      |       | 5     | 5      |
| 31   | Hervé Lemonnier       | Citroën DS3 WRX       |      |       | 4     |       |     | 0    |       |       | 4      |
| 32   | Fabien Chanoine       | Renault Clio IV RS RX |      |       |       |       |     |      |       | 3     | 3      |
| 33   | Arthur Le Boudouil    | Citroën DS3 WRX       |      |       |       |       |     | 3    |       |       | 3      |
| 34   | Jean-Michel Mure      | Renault Clio III      |      |       |       |       | 0   | 0    |       |       | 0      |
| 35   | Enzo Ide              | Audi S1               |      |       |       |       |     |      |       | Forf. | 0      |
| 36   | Mickael Sellar        | Citroën DS3 WRX       |      |       |       |       |     |      |       | 0     | 0      |
| 37   | Jimmy Terpereau       | Citroën DS3 WRX       |      |       |       |       |     |      |       | 0     | 0      |
| 38   | Benoit Fretin         | Citroën DS3 WRX       |      |       |       |       |     |      | 0     |       | 0      |
| 39   | Mattéo Hamon          | Peugeot 208 I WRX     | Abd. |       |       |       | 0   | Abd. |       |       | 0      |
| 40   | Tristan Ovenden       | Citroën DS3 WRX       |      |       |       |       |     |      |       | 0     | 0      |
| 41   | Mats Öhman            | Audi S1               |      |       |       |       |     |      |       | 0     | 0      |
| 42   | Andréa Dubourg        | Citroën DS3 WRX       |      | Forf. |       |       |     |      |       |       | 0      |
| 43   | Dom Flitney           | Volvo C30             |      |       |       |       |     |      |       | Forf. | 0      |
| 44   | Ollie O'Donovan       | Ford Fiesta WRX       |      |       |       |       |     |      |       | 0     | 0      |

### Super 1600
| Pos. | Pilote               | Voiture                 | LES  | FAL   | CHÂ   | PON   | KER   | LOH   | MAY   | DRE | Points |
| ---- | -------------------- | ----------------------- | ---- | ----- | ----- | ----- | ----- | ----- | ----- | --- | ------ |
| 1    | Julien Meunier       | Škoda Fabia III         | 29   | 25    | 40    | 16    | 41    | 41    | 23    | 31  | 246    |
| 2    | Anthony Paillardon   | Audi A1 I               | 35   | 26    | 38    | 15    | 25    | 35    | 20    | 26  | 220    |
| 3    | Nicolas Eouzan       | Renault Twingo II S1600 | 27   | 21    | 18    | 3     | 37    | 29    | 32    | 12  | 179    |
| 4    | Tom Le Jossec        | Renault Clio V          | 19   | 22    | 24    | 14    | 24    | 17    | 19    | 36  | 175    |
| 5    | Jimmy Terpereau      | Škoda Fabia II S1600    | 23   | 18    | 27    | 10    | 29    | 15    | 22    |     | 144    |
| 6    | David Moulin         | Dacia Sandero I S1600   | 15   | 16    | 15    | 12    | 23    | 17    | 9     | 22  | 129    |
| 7    | Jérémy Lambec        | Audi A1 I               | 13   | 15    | 11    | 9     | 19    | Abd.  | 29    | 21  | 117    |
| 8    | Jean-François Blaise | Ford Fiesta VII         | 7    | 15    | 12    | 8     | 5     | 15    | 22    | 7   | 91     |
| 9    | Alexandre Lefeuvre   | Škoda Fabia II S1600    |      |       |       |       | 5     | 21    | 38    | 24  | 88     |
| 10   | Fabien Drouet        | Peugeot 108             |      |       |       |       | 5     | 21    | 38    | 24  | 88     |
| 11   | Maximilien Eveno     | Peugeot 108             | 7    | Forf. | 12    | 13    | 10    | 10    | 11    | 15  | 78     |
| 12   | Kilian Belhaire      | Peugeot 208 I           | 22   |       | 21    |       |       |       | 12    |     | 55     |
| 13   | Charly Garnier       | Peugeot 208 I           | 6    | 10    | 8     | 7     | 6     | 5     | 6     | 6   | 54     |
| 14   | Romain Barré         | Peugeot 208 II          | 16   | Forf. | 12    |       | 12    | 8     | Abd.  |     | 48     |
| 15   | Anthony Lalevée      | Renault Twingo II S1600 |      |       | 11    | 11    |       | 12    |       | 9   | 43     |
| 16   | Nils Volland         | Audi A1 I               |      |       |       |       |       |       |       | 40  | 40     |
| 17   | Charlie Freard       | Citroën C2 S1600        | 20   |       | 19    |       |       |       | Abd.  |     | 39     |
| 18   | Anthony Jan          | Renault Clio IV         | 10   |       | 4     | 2     | 3     | Forf. | 14    |     | 33     |
| 19   | Romain Massé         | Renault Clio V          |      |       |       |       |       | 23    |       | 7   | 30     |
| 20   | Julien Hardonnière   | Suzuki Swift II         | 0    | Forf. | 0     | 5     | 7     | 8     | 0     |     | 20     |
| 21   | Rudolphe Schafer     | Peugeot 208 I           |      |       |       |       | 9     | 7     |       |     | 16     |
| 22   | Cédric Torres        | Citroën C2 S1600        | Abd. | 6     | 0     | 6     |       | 0     | 0     | 0   | 12     |
| 23   | David Charrieras     | Citroën C2 S1600        | 0    | 5     | 3     | Forf. | 1     | 0     | Forf. | 2   | 11     |
| 24   | Guillaume Leduc      | Peugeot 108             | 0    | 10    | Forf. |       | Forf. | 0     | 0     |     | 10     |
| 25   | Clément Jagu         | Škoda Fabia II S1600    |      | 9     |       |       |       |       |       |     | 9      |
| 26   | Lizio Le Lay         | Peugeot 108             | 0    | Forf. | Forf. | 4     | 0     | 0     | Forf. | 5   | 9      |
| 27   | Jérôme Coeuret       | Citroën DS3 I           | 2    |       | 0     | 1     | Abd.  | Forf. | 5     | 0   | 8      |
| 28   | Gabriel Prigent      | Škoda Fabia II S1600    | 0    | 5     | 0     |       | 0     | 0     | 0     | 0   | 5      |
| 29   | Romain Mahe          | Peugeot 108             | 0    | 2     | 0     |       | 0     | 0     |       |     | 2      |
| 30   | Nicolas Bertho       | Citroën C2 S1600        | 0    |       | 0     |       | 0     | 0     | 2     | 0   | 2      |
| 31   | Aurélien Garry       | Renault Clio V          |      |       |       |       | 0     |       | 2     |     | 2      |
| 32   | Nicolas Ruelland     | Citroën C2 S1600        |      |       |       |       |       |       |       | 0   | 0      |
| 33   | Jules Maizel         | Ford Fiesta VII         | Abd. |       | Forf. |       |       |       |       |     | 0      |
| 34   | Freddy Remaud        | Ford Fiesta VI          |      |       |       |       | 0     |       | 0     | 0   | 0      |
| 35   | Romain Guegan        | Citroën C2 S1600        |      |       |       |       | 0     | 0     |       | 0   | 0      |
| 36   | Gautier Le Corre     | Peugeot 108             |      | Forf. |       |       |       |       |       |     | 0      |
| 37   | Mathieu Le Hen       | Citroën DS3 I           |      |       |       |       | 0     | 0     |       |     | 0      |
| 38   | Xavier Briffaud      | Peugeot 108             |      |       |       |       | 0     |       |       |     | 0      |
| 39   | Stéphane Champain    | Citroën C2 S1600        |      |       |       | 0     | 0     | 0     | 0     | 0   | 0      |
| 40   | Aurélien Rousseau    | Peugeot 108             |      |       |       | 0     |       |       |       |     | 0      |
| 41   | Boiserie             | Renault Clio IV         |      |       |       |       |       | Abd.  |       |     | 0      |
| 42   | Farine de Blé        | Renault Clio IV         |      |       |       |       |       | 0     |       |     | 0      |
| 43   | Emmanuel Guillermo   | Peugeot 108             |      |       |       | Forf. |       | 0     |       |     | 0      |
| 44   | Renaud Ribeiro       | Peugeot 108             |      |       |       | 0     |       |       |       |     | 0      |

### Division 3
| Pos. | Pilote               | Voiture                           | LES   | FAL   | CHÂ   | PON   | KER   | LOH   | MAY   | DRE | Points |
| ---- | -------------------- | --------------------------------- | ----- | ----- | ----- | ----- | ----- | ----- | ----- | --- | ------ |
| 1    | Nicolas Beauclé      | Mercedes-Benz Classe A (Type 176) | 41    | 41    | 23    | 14    | 25    | 41    | 41    | 41  | 267    |
| 2    | Christophe Saunois   | Audi A1 I                         | 26    | 33    | 24    | 0     | 29    | 37    | 37    | 16  | 202    |
| 3    | Paul Cocaign         | Renault Clio III                  | 22    | 23    | 40    | 10    | 40    | 24    | 15    | 19  | 193    |
| 4    | Emmanuel Danveau     | Volkswagen Polo V                 | 35    | 12    | 26    | 5     | 24    | 21    | 26    | 35  | 184    |
| 5    | Cyril Coué           | Volkswagen Polo V                 | 24    | 32    | 17    | 6     | 33    | 22    | 0     | 23  | 157    |
| 6    | Thomas Fretin        | Citroën DS3                       | 8     | 19    | 8     | 2     | 19    | 29    | 4     | 26  | 115    |
| 7    | Sébastien Le Ferrand | Peugeot 208 I                     | 31    | 23    | 18    | 3     | 19    | 17    | Forf. |     | 111    |
| 8    | Nicolas Bezard       | Peugeot 208 I                     | 14    | 17    | Abd.  | 15    | 11    | 10    | 25    | 0   | 92     |
| 9    | Jean-Baptiste Vallée | Citroën C3 III                    | 2     | 13    | 12    | 8     | 11    | 6     | 22    | 9   | 83     |
| 10   | Grégory Le Guernevé  | Mini Cooper III                   | 18    | 25    | Forf. | 16    | 14    | 7     | Forf. |     | 80     |
| 11   | David Durand         | Škoda Fabia II                    | 14    | 5     | 0     | 1     | 3     | 0     | 23    | 24  | 70     |
| 12   | Mathieu Fretin       | Volkswagen Polo V                 | 1     | Forf. | 14    |       | 0     | 16    | 22    | 9   | 64     |
| 13   | Kévin Jacquinet      | Volkswagen Scirocco III           | Forf. | Forf. | 27    | Forf. | 18    | Forf. | 5     | 10  | 60     |
| 14   | Laurent Jacquinet    | Ford Fiesta VI (phase 2)          | 14    | 4     | 11    | 7     | 0     | 18    | 22    | 9   | 55     |
| 15   | Tony Lhomond         | Ford Fiesta VI (phase 2)          |       |       | 12    |       | 12    |       |       | 24  | 46     |
| 16   | Anthony Lanoé        | Volkswagen Polo V                 |       | 9     | 23    |       | 8     |       |       |     | 40     |
| 17   | Jean-Yves Ollivier   | Porsche 911 (991) GT2 RS          |       | 0     |       |       | 7     | 10    | 5     | 15  | 37     |
| 18   | Nicolas Flon         | Volkswagen Polo V                 | 2     | Forf. | 0     | 12    | 0     | Forf. | 15    | 4   | 33     |
| 19   | Morgan Gourdan       | Peugeot 208 I                     | 9     | 0     | 9     | 11    | 0     | 2     | Forf. | 0   | 31     |
| 20   | Matthieu Trevian     | Volkswagen Scirocco III           |       |       |       |       |       | 21    |       |     | 21     |
| 21   | Olivier Yvoir        | Peugeot 208 II                    | 0     |       | 0     | 9     | 0     | 3     | 7     | 0   | 19     |
| 22   | Laurent Lourdeaux    | Peugeot 208 I                     | 0     | 0     | 4     | 0     | 3     | 6     |       | 5   | 18     |
| 23   | Gaëtan Dando         | Citroën DS3                       | 7     | 5     | 0     | 4     | 0     | 0     | 0     | 0   | 16     |
| 24   | Franck Pelhatre      | Renault Mégane II                 | Forf. |       |       |       |       | 0     | 8     | 6   | 14     |
| 25   | Xavier Briffaud      | Renault Mégane III                |       |       | Forf. | 13    |       | 0     |       |     | 13     |
| 26   | Marc Morize          | Porsche 911 (991) GT2 RS          |       | 4     | 5     |       |       |       | 0     |     | 9      |
| 27   | Éthan Gouriou        | Volkswagen Polo V                 |       |       |       |       | 0     |       | 8     |     | 8      |
| 28   | Nicolas Gouriou      | Volkswagen Polo V                 |       | 8     |       |       |       |       |       |     | 8      |
| 29   | Geoffrey Blanchard   | Peugeot 207                       | 7     | Forf. | Forf. | Forf. | Forf. | 0     | Forf. |     | 7      |
| 30   | Yannick Enfrin       | Porsche 911 (991) GT2 RS          |       |       | 0     | 0     |       |       |       | 0   | 0      |
| 31   | Emmanuel Bequet      | Renault Clio IV                   | 0     | 0     | 0     | Forf. | 0     | 0     | 0     | 0   | 0      |
| 32   | Benoit Morel         | Ford Fiesta VII                   |       | Forf. |       |       |       |       | Forf. |     | 0      |
| 33   | Laurent Le Manac'h   | Volkswagen Polo V                 |       |       |       |       | 0     | 0     |       |     | 0      |
| 34   | Denis Rozier         | Citroën DS3                       |       | 0     |       | 0     |       |       |       |     | 0      |
| 35   | Thierry Roudaut      | Renault Mégane III RS             |       |       |       |       | 0     |       |       |     | 0      |
| 36   | Louis Anodeau        | Peugeot 208 I                     | 0     | 0     | Forf. | 0     | 0     | 0     | Abd.  | 0   | 0      |
| 37   | Geoffrey Audran      | Ford Fiesta VII                   |       |       |       |       | 0     |       |       |     | 0      |
| 38   | Roger Février        | Citroën C3 I                      | 0     | 0     | 0     | 0     | 0     | 0     | 0     | 0   | 0      |
| 39   | Gilles Lambert       | Toyota Auris I                    |       |       | Forf. |       |       |       |       |     | 0      |
| 40   | Guillaume Sarrazin   | Volkswagen Polo V                 |       |       |       |       |       |       | 0     | 0   | 0      |
| 41   | Thierry Danveau      | Nissan Micra K14                  | 0     | 0     | Forf. | Forf. |       | 0     |       |     | 0      |
| 42   | Pascal Lecamus       | Citroën DS3                       | 0     | Forf. | 0     | 0     | 0     | 0     |       |     | 0      |
| 43   | Alain Heu            | Ford Fiesta VII                   |       |       | Forf. | 0     | 0     | 0     | 0     | 0   | 0      |

### Division 4
| Pos. | Pilote                   | Voiture                     | LES | FAL | CHÂ  | PON   | KER   | LOH | MAY   | DRE   | Points |
| ---- | ------------------------ | --------------------------- | --- | --- | ---- | ----- | ----- | --- | ----- | ----- | ------ |
| 1    | Tom Daunat               | Peugeot 206+                | 41  | 19  | 40   | 16    | 41    | 6   | 31    | 37    | 231    |
| 2    | Tony Bardeau             | Honda Civic 7 Type R        | 34  | 26  | 31   | 8     | 21    | 41  | 28    | 38    | 227    |
| 3    | Anthony Mauduit          | Renault Clio III            | 25  | 40  | 36   | 13    | 37    | 37  | 16    | 22    | 226    |
| 4    | Xavier Allereau          | Peugeot 208 I               | 29  | 38  | 30   | 15    | 0     | 19  | 36    | 28    | 195    |
| 5    | Jean-Mickaël Guerin      | Peugeot 206+                | 14  | 31  | 16   | 9     | 16    | 15  | 19    | 27    | 147    |
| 6    | Steven Drouyer           | Renault Twingo II (phase 2) | 18  | 6   | 22   | 4     | 14    | 23  | 21    | 14    | 122    |
| 7    | Christophe Barbier       | Citroën DS3                 | 16  | 0   | 14   | 5     | 28    | 25  | 15    | 15    | 118    |
| 8    | Arthur Barbault-Forget   | Peugeot 208 I               | 20  | 21  | 18   | 6     | 7     | 21  | 13    | 5     | 111    |
| 9    | Brandon Gauthier         | Renault Clio IV             | 22  | 13  | 24   | 10    | 20    | 21  | Forf. |       | 110    |
| 10   | Yann Le Lay              | Peugeot 207                 | 10  | 0   | 9    | 11    | 25    | 15  | 17    | 12    | 99     |
| 11   | Josselin Laurance        | Audi A1 I                   | 16  | 7   | 4    | 12    | 19    | 18  | 1     | 16    | 93     |
| 12   | Simon Ringuet            | Peugeot 207                 | 3   | 20  | 5    | 7     | 0     | 9   | 14    | 23    | 81     |
| 13   | Jessica Tarrière-Anne    | Renault Clio III            | 9   | 20  |      | 14    | 0     |     | 12    | 16    | 71     |
| 14   | Antoni Masset            | Renault Clio IV             | 8   | 8   | 7    | 3     | 9     | 3   | 8     | 6     | 52     |
| 15   | Christophe Rio           | Renault Clio IV             | 3   | 12  | Abd. | Forf. | 11    | 0   | 7     | 0     | 33     |
| 16   | Maxime Morin             | Peugeot 208 I               | 7   | 5   | 4    | 2     | 7     | 0   | 0     | 5     | 30     |
| 17   | Yoann Cherel             | Peugeot 206                 | 0   | 6   | 0    | Forf. | 5     | 6   | 5     | 4     | 26     |
| 18   | Jean-Philippe Roussillon | Citroën C3 III              |     |     |      | Forf. | 10    | 6   | 9     |       | 25     |
| 19   | Samuel Sevin             | Peugeot 208 I               |     |     |      |       |       |     | 23    |       | 23     |
| 20   | Corentin Janot           | Peugeot 208 I               |     |     | 4    |       | Abd.  | 8   | Abd.  | 3     | 15     |
| 21   | Fabrice Lefèvre          | Renault Clio III            |     |     | 11   |       |       |     |       |       | 11     |
| 22   | Frédéric Moreau          | Peugeot 308 II              |     |     | 0    |       | 4     |     | 0     |       | 4      |
| 23   | Yoann Tirel              | Peugeot 207                 | 0   |     |      |       |       |     |       | 4     | 4      |
| 24   | Quentin Le Bail          | Renault Clio IV             | 0   | 2   | 0    | Forf. | 0     | 0   | 0     | Forf. | 2      |
| 25   | Thierry Hautbois         | Citroën C4 I                | 0   | 0   | 0    | Forf. | Forf. | 0   | 0     | Forf. | 0      |